# 巴特勒鎮區 (明尼蘇達州奧特泰爾縣)
巴特勒鎮區（英語：Butler Township）是位於美國明尼蘇達州奧特泰爾縣的一個行政鎮區。

## 歷史
巴特勒鎮區於1883年設立。鎮區得名自縣政府專員斯蒂芬·巴特勒（Stephen Butler）。

## 地方資料
巴特勒鎮區的面積為92.93平方千米，當中陸地面積為91.15平方千米，而水域面積為1.78平方千米。根據2020年美國人口普查的數據，當地共有人口256人，而人口密度為每平方千米2.75人。